# Gordy Hoffman
Pour les articles homonymes, voir Gordy (homonymie), Gordy et Hoffman.
Gordy Hoffman, né Gordon Richard Hoffman le 13 octobre 1964 à New York, est un scénariste américain. Il est le frère de l'acteur Philip Seymour Hoffman et l'oncle de Cooper Hoffman.

## Biographie
Il est le frère de Philip Seymour Hoffman, de trois ans son aîné. En 2002, il écrit le film Love Liza dans lequel celui-ci a joué. Le critique de cinéma Peter Bradshaw a décrit ce film comme une véritable mélancolie. Il a notamment fondé le BlueCat Screenplay Competition pour trouver de nouveaux talents. En 2005, c'est le film Gary, le coach à 2 balles ! qui gagnera le prix avant de sortir en 2009.